# Italia ai campionati del mondo di atletica leggera 2017
La squadra italiana ai campionati del mondo di atletica leggera 2017, disputati a Londra dal 4 al 13 agosto, è stata composta da 36 atleti (18 uomini e 18 donne).
La squadra ha conquistato una sola medaglia di bronzo, nella classifica dei finalisti si è piazzata 35ª con 10 punti.

## Uomini
| Specialità          | Atleta                         | Turno      | Risultato | Prestazione | Note                                     |
| ------------------- | ------------------------------ | ---------- | --------- | ----------- | ---------------------------------------- |
| 200 m               | Filippo Tortu                  | Batteria   | Q         | 20"59       |                                          |
| 200 m               | Filippo Tortu                  | Semifinale | Eliminato | 20"62       |                                          |
| 400 m               | Davide Re                      | Batteria   | Q         | 45"71       |                                          |
| 400 m               | Davide Re                      | Semifinale | Eliminato | 45"95       |                                          |
| 400 m ostacoli      | José Reynaldo Bencosme de Leon | Batteria   | Q         | 49"79       |                                          |
| 400 m ostacoli      | José Reynaldo Bencosme de Leon | Semifinale | Eliminato | 50"29       |                                          |
| 400 m ostacoli      | Lorenzo Vergani                | Batteria   | Eliminato | 50"37       |                                          |
| 3000 m siepi        | Ala Zoghlami                   | Batteria   | Eliminato | 8'26"18     | Miglior prestazione personale            |
| 3000 m siepi        | Abdoullah Bamoussa             | Batteria   | Eliminato | 8'34"86     |                                          |
| 3000 m siepi        | Yohanes Chiappinelli           | Batteria   | Eliminato | 8'36"48     |                                          |
| Salto in alto       | Gianmarco Tamberi              | Qualifica  | Eliminato | 2,29 m      | Miglior prestazione personale stagionale |
| Salto in lungo      | Kevin Ojiaku                   | Qualifica  | Eliminato | 7,82 m      |                                          |
| Lancio del martello | Marco Lingua                   | Qualifica  | q         | 74,41 m     |                                          |
| Lancio del martello | Marco Lingua                   | Finale     | 10º       | 75,13 m     |                                          |
| Lancio del martello | Simone Falloni                 | Qualifica  | Eliminato | 69,90 m     |                                          |
| Maratona            | Daniele Meucci                 | Finale     | 6º        | 2h10'56"    | Miglior prestazione personale            |
| Maratona            | Stefano La Rosa                | Finale     | dnf       |             |                                          |
| Marcia 20 km        | Giorgio Rubino                 | Finale     | 16º       | 1h20'47"    | Miglior prestazione personale stagionale |
| Marcia 20 km        | Francesco Fortunato            | Finale     | 25º       | 1h22'01"    | Miglior prestazione personale            |
| Marcia 20 km        | Matteo Giupponi                | Finale     | 48º       | 1h25'20"    | Miglior prestazione personale stagionale |
| Marcia 50 km        | Marco De Luca                  | Finale     | 8º        | 3h45'02"    | Miglior prestazione personale stagionale |
| Marcia 50 km        | Michele Antonelli              | Finale     | dnf       |             |                                          |

## Donne
| Specialità        | Atleta | Turno      | Risultato | Prestazione | Note                                     |
| ----------------- | --- | ---------- | --------- | ----------- | ---------------------------------------- |
| 200 m             | Gloria Hooper | Batteria   | Eliminata | 23"51       |                                          |
| 200 m             | Irene Siragusa | Batteria   | Eliminata | 23"73       |                                          |
| 400 m             | Maria Benedicta Chigbolu | Batteria   | Eliminata | 53"00       |                                          |
| 400 m ostacoli    | Yadisleidy Pedroso | Batteria   | q         | 56"41       |                                          |
| 400 m ostacoli    | Yadisleidy Pedroso | Semifinale | Eliminata | 55"95       |                                          |
| 400 m ostacoli    | Ayomide Folorunso | Batteria   | Q         | 55"65       | Miglior prestazione personale stagionale |
| 400 m ostacoli    | Ayomide Folorunso | Semifinale | Eliminata | 56"47       |                                          |
| 400 m ostacoli    | Marzia Caravelli | Batteria   | Eliminata | 56"92       |                                          |
| 800 m             | Yusneysi Santiusti | Batteria   | Eliminata | 2'02"75     |                                          |
| 1500 m            | Margherita Magnani | Batteria   | Eliminata | 4'09"15     |                                          |
| 3000 m siepi      | Francesca Bertoni | Batteria   | Eliminata | 10'01"36    |                                          |
| Salto in alto     | Alessia Trost | Qualifica  | Eliminata | 1,89 m      |                                          |
| Salto in alto     | Erika Furlani | Qualifica  | Eliminata | 1,80 m      |                                          |
| Salto in lungo    | Laura Strati | Qualifica  | Eliminata | 6,21 m      |                                          |
| Marcia 20 km      | Antonella Palmisano | Finale     | Bronzo    | 1h26'36"    | Miglior prestazione personale            |
| Marcia 20 km      | Eleonora Anna Giorgi | Finale     | 14ª       | 1h30'34"    | Miglior prestazione personale stagionale |
| Marcia 20 km      | Valentina Trapletti | Finale     | 15ª       | 1h30'35"    | Miglior prestazione personale            |
| Staffetta 4x400 m | Maria Benedicta Chigbolu Maria Enrica Spacca Libania Grenot Ayomide Folorunso (sostitute: Marzia Caravelli Raphaela Lukudo) | Batteria   | Eliminate | 3'27"81     | Miglior prestazione personale stagionale |